# Klímatörténet és az emberi történelem
A klímatörténet és az emberi történelem cikk a Föld éghajlatának múltbeli történetével és a hozzá szorosan kapcsolódó  történelemmel foglalkozik.

## A kainozoikum szakaszai
A kainozoikum földtörténeti korai:
- paleocén –  kb. 65,5 millió évvel ezelőtt kezdődött és 55,8 millió éve ért véget.
- eocén –  kb. 55,8 millió évvel ezelőtt kezdődött és 33,9 millió évvel ezelőtt fejeződött be
- oligocén – 33,9 millió évvel ezelőtt kezdődött és 23 millió éve zárult
- miocén – 23 millió évvel ezelőtt kezdődött és mintegy 5,3 millió évvel ezelőtt zárult
- pliocén – 5,3 millió évvel ezelőtt kezdődött és 2,6 millió évvel ezelőtt ért véget
- pleisztocén – 2,6 millió évvel ezelőtt kezdődött, és nagyjából 12 ezer évvel ezelőtt ért véget
- holocén – jelenleg is tart

## Holocén
A holocén időszaka kb. 11 700-11 500 évvel ezelőtt kezdődött és máig tart.
Az éghajlati ingadozásokon alapulva öt időintervallumra osztják. Ezek a nemzetközi és a Kárpát-medencei nevük alapján:
- preboreális (wd) szakasz vagy fenyő-nyír-kor[megj. 1]
- boreális (wd) szakasz vagy mogyoró-kor[megj. 2]
- atlantikus (wd) szakasz vagy tölgy-kor[megj. 3]
- szubboreális (wd) szakasz vagy bükk-kor[megj. 4]
- szubatlantikus (wd) szakasz

A holocén kezdetén a megafauna kipusztulásával a jégkorszaki vadászoknak életmódot kellett váltaniuk. A nagyemlősök jelentős fajtapusztulásának okáról a szakirodalomban élénk vita folyik. A gyapjas orrszarvú, a nagy barlangi medve, az európai kardfogú tigris kihalását egyesek a klímaváltozás következményének tartják.
A fiatalabb driász  kb. 1000 év után éppoly hirtelen fejeződött be, mint ahogy elkezdődött. A holocén kezdetén az évi átlaghőmérséklet néhány évtized alatt több Celsius-fokkal emelkedett. A viharok hevessége csökkent, a csapadékmennyiség megduplázódott. Arra a kérdésre, hogy hogyan került sor erre a radikális klímaváltozásra és felmelegedésre – mint mindig – most is hiányzik a válasz. 
A holocénban jött létre az a környezet, amit ma „természetesnek” tartunk. A tengerszint emelkedésével létrejött a kontinensek mára is jellemző formája, a növény- és állatvilág az új viszonyokhoz igazodott.
Kr. e. 7000 körül az északi féltekén hidegebbek lettek a nyarak. 

### Kr. e. 7500-5000 között: özönvizek
A tengerszint emelkedésével világszerte megváltoztak a tengerek partvonalai. A Beringia szubkontinens eltűnt, akárcsak az ázsiai szárazföldet, Japánt és Indonézia nagy szigeteit összekötő földhidak, például a Szunda-föld. Örökre megszűnt a szárazföldi kapcsolat Ausztrália és Új-Guinea között, India és Ceylon, továbbá Afrika és Madagaszkár között. A világon mindenhol nagy tengerparti régiók kerültek víz alá, amelyek korábban lakott területek voltak. Egyúttal új tengeri utak jöttek létre, például a Bering-tenger, a Szunda út vagy a Márvány-tenger, új tengerágak jöttek létre, mint a Perzsa-öböl vagy a Vörös-tenger. Új tengerek foglalták el a korábbi gleccserek helyét, mint például a Balti-tenger vagy a Hudson-öböl. Kialakult a La Manche csatorna, amely elválasztja Brit-szigeteket a szárazföldtől. 
Kr. e. 5500 körül csobogás hallatszott a Boszporusznál, majd a víz a Niagara-vízesésnél 400-szor hatalmasabb erővel tört át, ami az európai történelem legnagyobb árvízi katasztrófájának kezdetét jelezte. Az egykori nagy édesvizű tóból a Fekete-tenger lett. Ezt az özönvizet sokan a Gilgames-eposz történetével és a bibliai özönvízzel kötik össze. A korai fekete-tengeri kultúrák maradványai azóta a tenger alatt fekszenek eltemetve.
Kb. Kr. e. 5000 körül elkezdődött az Északi-tengeren a Dogger-pad víz alá kerülése. Szicília különvált Olaszországtól, akárcsak a görög szigetek az anatóliai szárazföldtől. 

### Az atlantikus korszak klímaoptimuma
A középső holocénban, Kr. e. 6000 körül nedvesebb lett az éghajlat. Általánosan ezt a közbülső meleg periódust nevezik atlantikus  szakasznak (kb. Kr. e. 6000-3000). Ez a legmelegebb és egyúttal a leghosszabb szakasza a holocénnek.  Átlagosan 2-3 °C fokkal volt magasabb a hőmérséklet, mint a 20. század végén. A gleccserek nagyrészt elolvadtak, és nagy mennyiségű vizet szabadítottak fel. A mai Jeges-tenger jégmentes volt. A Közel-Kelet egész területén Indiával és Kínával bezárólag nedvesebb klíma uralkodott. A tengerszint és a tavak vízszintje jóval magasabb volt, mint ma. A tavak akkorák voltak, mint a beltengerek. 
Ha az aranykorról szóló mítoszoknak van reális alapjuk, akkor alighanem az újkőkorszakban és a bronzkorban uralkodó tartósan meleg éghajlatról szólnak. A klímatörténészeknek az a véleményük, hogy ez a kor messzemenően mentes volt a viharos időjárástól, és hogy a klíma stabilitása kedvezően hatott a kultúrák gyors fejlődésére. 
Az újkőkor évezredeiben az erdő borította Közép-Európa az irtások és a földművelés következtében kultúrtájjá alakult át. A növekvő népességszám miatt újabb és újabb erdőket kellett kiirtani.
Az atlantikus szakasz alatt az Alpok messzemenően fagymentes volt. Csak a vége felé kezdődött el lassan újra az eljegesedés a magasban. Ötzi, a gleccsermúmia megtalálása éghajlatjelzőként szolgálhat. 

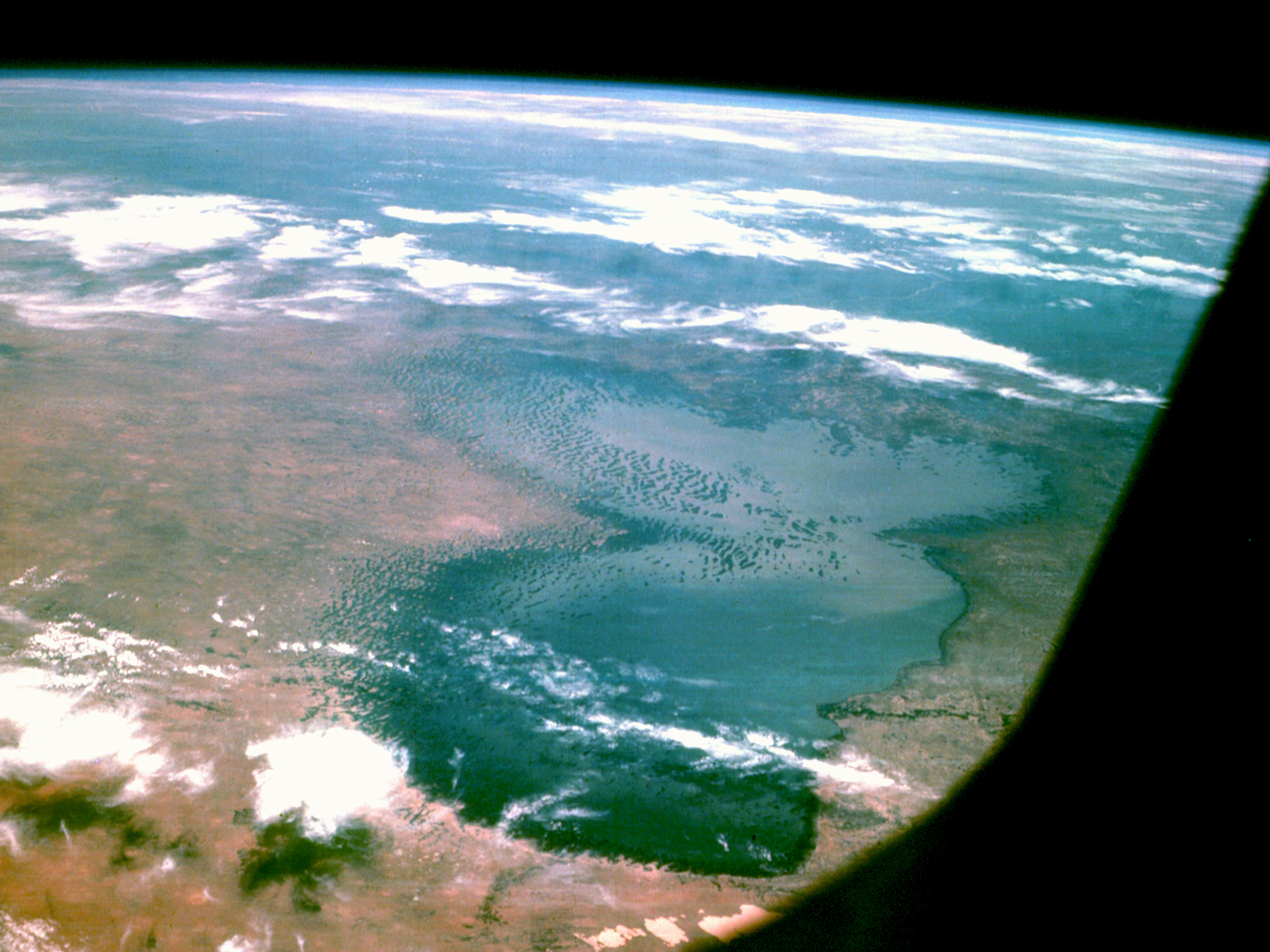
A ma kiszáradáshoz közeli Csád-tó Kr. e. 4000 körül beltenger volt, kb. km² körüli területtel

#### Szahara
Afrikában a Csád-tó területe Kr. e. 4000-ben 400 000 km² lehetett (ma 1500 km² körüli), míg a vízszint 40 méternyivel volt a mai fölött. A Nílus áradásai 7 méterrel magasabb szintet értek el, mint az asszuáni-gát felépítése előtti időkben. A nagyobb nedvesség felvirágoztatta Észak-Afrikát. A korai holocénban a Szahara középső részén, amelyet gyakori esőzések, számtalan folyó és tó jellemezett, nagyvadra vadászó emberek sűrű populációja élt. Őket váltották később fokozatosan a nomád marhapásztorok. Feltehető hogy első ízben éppen itt háziasították a szarvasmarhát.
A legújabb kutatások alapján a Szahara vegetációja Kr. e. 3500 körül kezdett átalakulni. Először az erdős vegetáció, majd a füves szavanna is eltűnt, és vele együtt az orrszarvúak, zsiráfok, elefántok és az ember is. A terület kiszáradása igen hosszú ideig, több ezer évig tartott, de Kr. e. 700 körül már a maihoz hasonló sivatagi környezet jellemezte.

### Kr. e. 2150 körül: a fejlett kultúrák összeomlása
Az első fejlett kultúrák összeomlása még közvetlenebbül hozható összefüggésbe az éghajlat ingadozásaival, mint felemelkedésük. Az óbirodalom krízisét és az "első átmeneti kor" kezdetét a Nílus áradásának Kr. e. 2150 körüli megszűnésével és a szubboreális  szakasz egyik tetőpontjával magyarázzák. A klímaváltozás következményei nem a fejlődés irányát határozták meg, hanem az "eddigi létformák folytatását zárták ki".
II. Pepi fáraó hosszú uralkodásának végén éhínségek törtek ki. A birodalom összeomlott, a központi hatalom már nem töltött be ellenőrző szerepet. A következő dinasztia alatt Egyiptom több részre hullott, és csak több mint száz évvel később, a középbirodalom 11. dinasztiája idején vált újra egységes birodalommá.
Nem sokban különbözött a helyzet Mezopotámiában. Ennek a fejlett kultúrának a felemelkedése az éghajlat megváltozásának volt köszönhető. A Perzsa-öböl partvonala lényegesen megváltozott annak következtében, hogy a jégkorszak után 110 méterrel megemelkedett a tengerszint. 
Az atlantikus szakasz végén, Kr. e. 3500 felé a tenger Ur környékéig, a sumer kultúra központjáig ért. Ahogy a Tigris és az Eufrátesz feltöltötte a keskeny öblöt, hátrébb húzódott annak partvonala, benépesült a termékeny árterület. A mocsarak lecsapolásáról a világirodalom egyik legrégibb eposza ad hírt. A mezopotámiai kultúra felemelkedéséhez hasonlóan a bukása is szélsőséges klimatikus eseményekhez, a boreális szakasz tetőpontjának aszályaihoz kapcsolódik: az Akkád Birodalom megközelítőleg akkor bomlott fel, mint az  Egyiptomi óbirodalom, Kr. e. 2150 körül. A folyamatot a városállamok és a nomád törzsek lázadásai indították el. 
A Perzsa-öböl mélyéről vett furatminták azt mutatják, hogy az összeomlás idején pusztító aszály uralkodott, ami minden valószínűség szerint társadalmi és politikai problémákhoz vezetett. A komoly öntözési problémával küszködő aszályos terület a Földközi-tenger térségétől Kínáig terjedt. A „termékeny félhold” térségét száraz nyarak sújtották, az esős időszakok pedig lerövidültek vagy kimaradtak.

### Indus-völgyi civilizáció
Majdnem egy időben Egyiptommal – kb. Kr. e. 2600 körül – kezdődött az Indus-völgyi kultúrák virágzása.
Ezt a csapadékmennyiség megnövekedése és a növényzet sűrűbbé válása előzte meg Kr. e. 3000 körül. Az indiai folyamvölgyi kultúrák nagy mértékben függtek a csapadék mennyiségétől; a monszun megbízható ismétlődése a mezőgazdasági termelés kezdetén kedvezett a terméshozamnak.
Az indológusok szerint a klímaváltozás okozta környezeti katasztrófa vetett véget az Indus-völgyi civilizációnak. A régészeti leletek arra utalnak, hogy a Ghaggar  folyó völgyének Kr. e. 1700 körüli hirtelen kiszáradása idézte elő a termés visszaesését, ami azután a városok pusztulásához vezetett. A városokkal együtt az emberek is eltűntek és a harappai kultúra a feledés homályába merült. 
Csupán 200 évvel később, Kr. e. 1500 körül az indoeurópai népvándorlási hullámmal Dél-Ázsiába jött nomádok telepítették be újra a területet.
Elképzelhető hogy erre a hanyatlásra van párhuzamos példa a másik korai civilizációban, Egyiptomban is. Ott a Kr. e. 18. században hasonló katasztrófa történt, mint az óbirodalom pusztulásakor. A 13. dinasztia korában olyan gyakran váltották egymást a fáraók, hogy pontos számukat a mai napig sem sikerült tisztázni, majd az azt követő 14. dinasztia alatt összeomlott a birodalom.

### Kr. e. 1200 körül: kulturális összeomlás
A fejlett mükénéi kultúra a Kr. e. 13. század végén katasztrófával végződött. Ebben az időben fejeződött be Görögországban a palotaépítések kora. A jelentős központok kiürültek, és az elkövetkező évtizedekben egész övezetek maradtak lakatlanok az ország belsejében. Ez a korszak Görögország sötét korának számít, mert kiapadtak a művészet, az építészet és az irodalom forrásai, és a homéroszi kor kezdetéig egyáltalán nem léteznek írásos művek, amelyek a történelem e sötét időszakát megvilágítanák.
A Görögországot sújtó hosszan tartó aszály következtében veszítette el a társadalom a létalapját. A vízhiány volt az oka a hettita birodalom bukásának is, ami 200 év prosperitása után Kr. e. 1200 körül következett be. Az Anatóliában pusztító éhínségek után a hettiták Egyiptom segítségét is kérték, és birodalmuk központját a fennsíkról Szíria sík vidékére helyezték át. Ott azonban másik nehézséggel kellett szembenézniük. A Földközi-tenger térségében dúló éhínség a tengeri népek rohamát, pusztítással egybekötött vándorlását idézte elő, amely Ugarit és feltehetőleg a hettita birodalom kultúrájának leáldozását is okozta.
A városállamok bukása után a tengeri népek áradata, illetve a nagyjából vele egy időben történő zsidó népmozgás és honfoglalás nyomán alakult ki Palesztinában Izrael népe.
A kaliforniai szálkástobozú fenyők dendrokronológiai vizsgálatai kimutatták, hogy Kr. e. 1200 körül több évszázadra kihatóan erősen lelassult a fák éves növekedése, ami a monszun áthelyeződésére utalhat. Szárazság sújtotta Dél-Ázsiát is: a monszuneső mennyisége Kr. e. 1300 és Kr. e. 900 között Rádzsasztánban 70%-kal esett vissza, és a pollen-elemzésekből a régi fejlett indiai kultúra végére lehet következtetni. Ebben az időben keletkezett a Thár-sivatag. Kínában a Sang-dinasztia utolsó évtizedei idején éghajlati turbulenciákra került sor: a Napot "száraz köd" sötétítette el, természetellenes hidegek voltak, fagyok még júliusban is, éjszakai jégképződés a Sárga-folyó völgyében, ahol egyébként normális körülmények között nagyon meleg volt, továbbá rossz termések és éhínségek, heves esőzések és áradások, amelyeket azután hét évig tartó aszály váltott fel. Ezek a turbulenciák vezettek a dinasztia bukásához, és eltartottak egészen a Csou-dinasztia kezdetéig (Kr. e. 11-10. század).

### Kr. e. 800 körül: hirtelen éghajlatváltozás
A bronzkor hosszú meleg és száraz periódusait Kr. e. 800 körül a szubatlantikus szakasz  lehűléses ideje követte. A Kr. e. 800 körüli hirtelen klímaváltozásra a régészeti ásatások során derült fény, és később paleobiológusok vizsgálatai is igazolták. A régészek számára az volt különösen érdekes, hogy az éghajlatváltozás előtt és után Közép-Európában más-más kultúra létezett: előtte a bronzkori urnamezős kultúra, amely nevét a temetkezési rítusok után kapta, utána pedig a jégkorszaki hallstatti kultúra. A klímaváltozás és a kultúraváltás között olyan markáns az összefüggés, hogy a szakirodalomban felvetődött a kérdés, nincs-e ok-okozati kapcsolat a vas használata és a kedvezőtlen éghajlat között. 
A paleobiológusok szerint a természet rövid idő alatt teljesen megváltozott. A szubatlantikus szakasz  kezdetével 1-2 °C fokkal csökkentek az átlaghőmérsékletek, és jelentősen megnőtt a csapadékmennyiség. Gyakrabban esett hó, és nagy felületen hosszabb ideig megmaradt, nőtt a gleccserek mérete, és visszahúzódtak az erdőhatárok – az Alpokban 300-400 méterrel, a 20. század végére jellemző magasságig. A tavak vízszintje megemelkedett. A vízhez közeli, eredetileg kedvező településhelyek lakhatatlanná váltak. A sóbányászat fellendülését a klímaváltozással hozzák összefüggésbe, ugyanis az élelmiszert már nem lehetett természetes szárítás útján konzerválni. 

### Római kor
A szubatlantikus  szakasz nedves-hűvös klímája – amit hűvös nyarak és enyhe, csapadékban gazdag telek jellemeznek – időszámításunk kezdetéig megmaradt, tehát a római köztársaság alatt mindvégig. A talajvízszint feltehetőleg magasabb volt, mint ma, és Észak-Afrika bizonyos részei és oázisai elegendő megélhetési forrást biztosítottak. Ez a magyarázata annak, hogy miért Észak-Afrika lett a Római Birodalom éléstára. A kedvező klíma alatt fejlődtek ki a görög és etruszk városállamok, valamint a római köztársaság kultúrái.
Az első római császár, Augustus alatt minden bizonnyal melegebbé vált az éghajlat. Akkoriban hasonló hőmérsékletek lehettek, mint ma, az Alpoktól északra talán melegebbek is. A Közel-keleten és Észak-Afrikában továbbra is nedvesebb volt az éghajlat.  Észak-Afrika csak a 4. században száradt ki. 
A felmelegedés, ami kb. az időszámításunk kezdetétől kb. 400-ig tartott és a gleccserek megolvadása miatt a tengerszint megemelkedésével járt együtt, valószínűleg hozzájárult ennek az első mediterrán nagyhatalomnak a konszolidálódásához, de mindenképp elősegítette az északi irányú terjeszkedését. 
A Magas-Alpok olyan régióiban foglalkoztak bányászattal, ahol a 20. század végén is állandó fagy uralkodott.  A szőlőtermesztést Németországban és Angliában olyan sikerrel vezették be, hogy 300-tól kezdve már alig voltak déli borimportról hírek. 

### A maja civilizáció bukása
A maja civilizáció klasszikus kora 900 körül hirtelen összeomlott. 900 után egyetlen új épületet vagy feliratos oszlopot sem emeltek. A népesség drámaian lecsökkent, a lakott települések elnéptelenedtek. 
A bukás természetes okai közé sorolhatjuk a háborúk mellett a krónikus túlnépesedést, a rossz termést, a járványokat, az éhínségeket, a természeti környezet tönkretételét a mértéktelen földhasználat és erdőirtások révén.
Richardson Gill régész bizonyítása alapján az utolsó 7000 év vízben legszegényebb periódusa a 800 és 1000 közötti időszakra esett. Ez az aszály létalapjaiban ingatta meg a civilizációt, és a népességet ismétlődő éhínségek tizedelték.
Venezuela partjainál egy óceáni mélyfúrási programon dolgozó geológuscsoport bebizonyította, hogy azokban az évszázadokban, amikor összeomlott a maja civilizáció, a nyári monszunok határvonala tartósan dél felé vette az irányt, és ennek következtében kimaradt a megszokott eső Mexikóban. 

### Kb. 950-1250: középkori meleg periódus
A középkori meleg időszak létezésével kapcsolatos feltételezést 1965-ben Hubert Lamb  brit klimatológus fogalmazta meg, aki következtetéseit történelmi forrásokra és tényszerű klímaadatokra alapozta. Ez az időszak mai adataink szerint kb. 950-től 1250-ig tartott és elsősorban az észak-atlanti régió melegebb korszakának ideje volt. A felmelegedés mértékét Lamb 1-2 fokkal a 20. század közepén jellemző "normál periódus" középértéke fölé becsülte. Fenn északon viszont még 4 fokkal is melegebb volt az éghajlat. 
Ebből a korból nincs tudomásunk Izland és Grönland között úszó jégről. Grönland olyan földrétegéből ástak ki sírokat, amelyeket a 20. század végén még állandó fagy uralt. 

#### Grönland
A vikingek Izlandról Vörös Erik (kb. 950-1004) vezetésével nyugati irányba, egy nagy szigetre hajóztak tovább. Ez a sziget a "zöld sziget" (Grönland) nevet kapta. A későbbi krónikások számára a Grönland elnevezés gyanúsnak tűnt és Eriket a megtévesztés vádjával illették, hiszen az éghajlat fent északon a 12. században már újra lehűlt. Erik életében azonban még találó lehetett. Amikor a meleg periódus a messzi északon a csúcspontjára ért, Grönland zöld volt és semmi akadálya nem volt itt a gabonatermesztésnek. 
A középkori viking sírok ma olyan területen helyezkednek el Grönlandon, amelyet az állandó fagy jellemez, de a temetkezések idején feltehetőleg nem volt így. 
Ugyanakkor más elméletek szerint más okból kapta Grönland a nevét. Vörös Erik nyáron ért partot a sziget déli részén, egy olyan öbölben, ahol valóban volt némi zöld növényzet, de messze nem volt jellemző az egész vidékre. Erik, akit száműztek, úgy tervezte, hogy az újonnan felfedezett szigetből egy új, Izlanddal vetélkedő birodalmat hoz létre. De ehhez az kellett, hogy a sziget körülményei kellően vonzóak legyenek az ide vándorló telepesek számára. Erik ezért azt híresztelte, hogy arrafelé minden olyan, mint otthon, csak nagyobb – ennek része volt az is, hogy már a névvel arra utalt, mennyire barátságos és lakható a hely.

### Kb. 14-19. század: kis jégkorszak

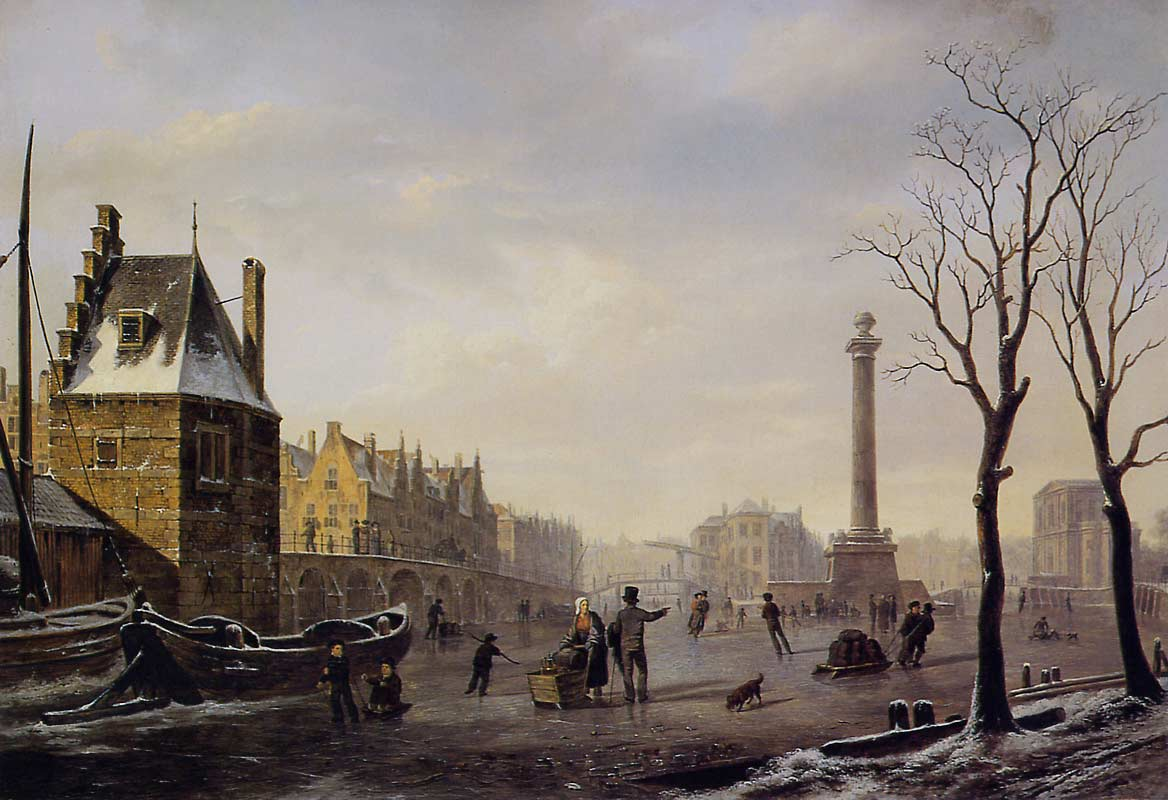
Korcsolyázók és szánkózók Rotterdam fő csatornáján, 1825

A kis jégkorszakot általában a 16. századtól a 19. századig terjedő időszakként határozzák meg, de egyes szakemberek 1300 és 1850 közötti időszakot preferálnak. 
Ebben a korban az Alpokban, Skandináviában és Észak-Amerikában gleccserelőretörések következtek be, és az időszakot a nagy jégkorszakoktól való megkülönböztetésképpen "kis jégkorszaknak nevezték el.
A kis jégkorszakban legerősebben az északi országokat érintette a lehűlés. Grönlandon a klímaváltozás okozta kedvezőtlen feltételek vetettek véget az európaiak településeinek.  Nyugat-Európában ebben az időszakban az átlaghőmérséklet 1-2 °C-kal, világszerte pedig 0,5-1 °C-kal maradt el a 20. század végi évtizedek időszakának átlagától. 1645 és 1715 közé esett a korszak leghidegebb periódusa.

#### 1816
Az indonéziai Tambora-vulkán 1815-ös kitörését a következő évben a „nyár nélküli év”  követte. 1816 tavaszán és nyáron tartós "száraz köd" volt észlelhető az Egyesült Államok keleti részén. Itt júniusban és júliusban is havazott. Európában, főleg Németországban a helyzet olyan súlyos volt, hogy az élelmiszerárak meredeken emelkedtek. Zavargások, gyújtogatás és fosztogatások történtek számos európai városban. Ekkor, 1816-ban volt a század legnagyobb éhínsége Európában. Közép-Európából népvándorlás indult meg, főleg kelet felé.

### 20. század végétől: globális felmelegedés
Az 1960-as években még egy közeledő új jégkorszak veszélyeit rebesgették, ám egy évtizeddel később felfedezték a globális felmelegedést.
Ennek okának az ember tevékenységét nevezték meg: elsősorban a kibocsátott szén-dioxid és egyéb szennyező gázok, továbbá a metánkibocsátás növekedését, az erdőirtásokat és a felhasznált mesterséges permetezők és műtrágyák globális elterjedését.